# Ruschia cymosa
Ruschia cymosa är en isörtsväxtart som först beskrevs av L. Bol., och fick sitt nu gällande namn av Schwant. Ruschia cymosa ingår i släktet Ruschia och familjen isörtsväxter. Inga underarter finns listade i Catalogue of Life.